# Comté de San Joaquin
Pour les articles homonymes, voir San Joaquin.
Le comté de San Joaquin est un comté de l'État de Californie aux États-Unis. Au recensement de 2020, sa population était de 779 233 habitants. Son chef-lieu est Stockton. Créé en 1850, c'est l'un des comtés originels de l'État. Il a été nommé ainsi parce qu'il est traversé par le fleuve San Joaquin.

## Géographie

### Comtés adjacents
- Stanislaus - sud, sud-est
- Alameda - ouest
- Contra Costa - ouest
- Sacramento - nord
- Amador - nord-est
- Calaveras - est

### Villes et villages
- August
- Country Club
- Escalon
- Farmington
- French Camp
- Garden Acres
- Kennedy
- Lathrop
- Lincoln Village
- Linden
- Lockeford
- Lodi
- Manteca
- Morada
- Mountain House
- North Woodbridge
- Ripon
- South Woodbridge
- Stockton
- Taft Mosswood
- Tracy

## Démographie
| 1850  | 1860  | 1870   | 1880   | 1890   | 1900   |
| ----- | ----- | ------ | ------ | ------ | ------ |
| 3 647 | 9 435 | 21 050 | 24 349 | 28 629 | 35 452 |

| 1910   | 1920   | 1930    | 1940    | 1950    | 1960    |
| ------ | ------ | ------- | ------- | ------- | ------- |
| 50 731 | 79 905 | 102 940 | 134 207 | 200 750 | 249 989 |

| 1970    | 1980    | 1990    | 2000    | 2010    | 2020    |
| ------- | ------- | ------- | ------- | ------- | ------- |
| 290 208 | 347 342 | 480 628 | 563 598 | 685 306 | 779 233 |

## Transport

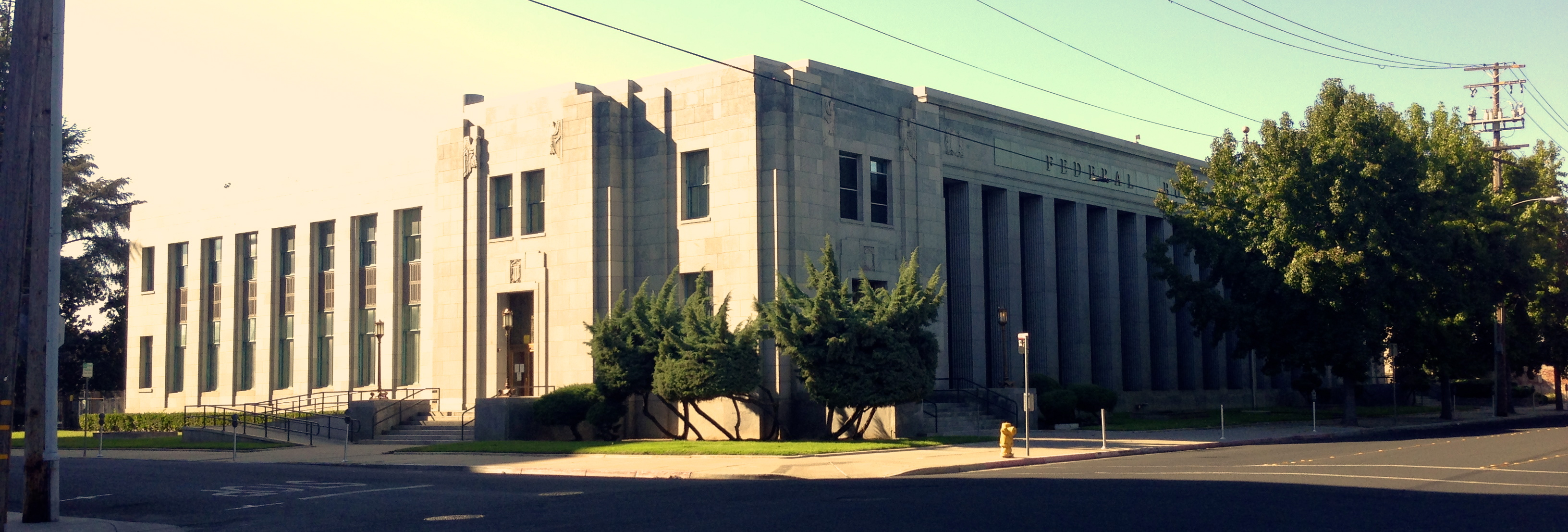
Bureau postal de Stockton.

Les autoroutes principales sont:
- Interstate 5
- Interstate 205
- Interstate 580
- California State Highway 99
- California State Route 4
- California State Route 120

## Dans la fiction
- Le conflit économico-social opposant une compagnie de chemin de fer et les grands agriculteurs du blé, dont les  'ranches' se trouvent entre les villes (fictives) de Bonneville et Guadalajara, se passe dans la vallée de San Joaquin: roman The octopus de Frank Norris (1901).
- La ville fictive de Charming, dans la série télévisée Sons of Anarchy, est située dans le comté de San Joaquin.